# Пиклеле
Пиклеле (рум. Pâclele) — село у повіті Бузеу в Румунії. Входить до складу комуни Берка.
Село розташоване на відстані 109 км на північний схід від Бухареста, 22 км на північний захід від Бузеу, 104 км на захід від Галаца, 92 км на південний схід від Брашова.

## Населення
За даними перепису населення 2002 року у селі проживали 242 особи, усі — румуни. Усі жителі села рідною мовою назвали румунську.